# Барним VIII
Барним VIII (Младший) (род. между 1403 и 1405 — умер 19 декабря 1451, Штральзунд) — герцог Бартский (1415—1451) и Рюгенский (1432/1436 — 1451) из династии Грифичей.

## Биография
Второй сын Вартислава VIII (1373—1415), герцога Бартского и Рюгенского (1394—1415), и Агнессы Саксен-Лауэнбургской (ум. ок. 1435).
В августе 1415 года после смерти своего отца Вартислава VIII и раздела Вольгастского герцогства (6 декабря 1425) Барним VIII получил во владение Барт, Лец, Штральзунд, Гриммен, Трибзес, Дебогоре и Херцбург.
С 1415 по 1425 год братья Барним VIII и Святобор II находились под опекой и регентством своей матери Агнессы и двоюродного брата Вартислава IX, герцога Вольгастского.
В 1432/1436 году после смерти своего младшего брата Святобора II Барним VIII унаследовал Рюгенское герцогство.
Скончался в Штральзунде 19 декабря 1451 года в результате эпидемии. Он был похоронен в цистерцианском монастыре в Нойенкампе (в настоящее время — город Францбург). Его жена Анна также умерла во время эпидемии чумы и была погребена рядом с мужем.

## Семья и дети
Барним VIII был женат на Анне фон Вунсторф (ум. 1451), от брака с которой у него была единственная дочь:
- Агнесса (ок. 1436/1437 — 9 мая 1512), 1-й муж с 1449 года маркграф Бранденбург-Альтмаркский Фридрих Младший (Жирный) (ок. 1424—1463), 2-й муж с 1478 года герцог Георг II фон Ангальт-Дессау (1454—1509).